# Kulcsár Mihály
Kulcsár Mihály (Arad, 1913. november 3. – Lugos, 1990. május 19.) római katolikus lelkész, egyházi közíró. Kulcsár Sándor öccse.

## Életútja
Szülővárosában magyarul polgári iskolát, románul felső kereskedelmi iskolát végzett, római katolikus lelkészi és tanári képesítést Rómában szerzett, majd a szegedi egyetemen egyházjogból doktorált (1938). Pályáját Nagybányán kezdte mint a minorita rend teológiai főiskolájának tanára és nevelőintézeti felügyelője (1939–40). Lugoson (1940–42), Nagyenyeden (1942–56) és nyugalomba vonulásáig ismét Lugoson lelkész (1956–78). Művészettörténeti írásait a Vasárnap közölte, Szent Bonaventuráról írt filozófiatörténeti értekezése különlenyomatban is megjelent (1939). A dél-erdélyi Havi Szemlében megemlékezett Kultsár Istvánról, aki százötven évvel azelőtt adta ki Mikes Kelemen Törökországi leveleit (1944/7).
Önálló kötete, a XII. Piusz pápa (Arad, 1943) az életrajz és pályakép szokásos keretein túlmenőleg a Szentszék diplomáciájának a II. világháború alatt kifejtett béketörekvéseit taglalja. Egy terjedelmesebb dolgozata Rotterdami Erasmusnak a háborús jogállapotból a békés jogállapotba való átmenet alapelveiről mind az Antonescu-féle állami, mind az egykorú egyházi cenzúrán fennakadt és kéziratban rekedt.